# Clube Atlético Metropolitano
Maillots
Dernière mise à jour : 4 février 2012.
Le Clube Atlético Metropolitano est un club brésilien de football basé à Blumenau dans l'État de Santa Catarina.
Depuis 2005, il évolue en première division du championnat de l'État de Santa Catarina.

## Palmarès
- Finaliste de la Coupe de Santa Catarina en 2009